# Monhystera fasciculata
Monhystera fasciculata är en rundmaskart som beskrevs av Skwarra 1921. Monhystera fasciculata ingår i släktet Monhystera och familjen Monhysteridae. Arten är reproducerande i Sverige. Inga underarter finns listade i Catalogue of Life.